# Trivellona paucicostata
Trivellona paucicostata är en snäckart. Trivellona paucicostata ingår i släktet Trivellona och familjen Triviidae. Utöver nominatformen finns också underarten T. p. valerieae.